# 紀元前476年
紀元前476年（きげんぜん476ねん）は、ローマ暦の年である。
当時は、「ルティウスとストルクトゥスが共和政ローマ執政官に就任した最初の年」として知られていた（もしくは、それほど使われてはいないが、ローマ建国紀元278年）。紀年法として西暦（キリスト紀元）がヨーロッパで広く普及した中世時代初期以降、この年は紀元前476年と表記されるのが一般的となった。

## 他の紀年法
- 干支 : 乙丑
- 日本
  - 皇紀185年
  - 天皇空位（便宜上懿徳天皇35年と表記されることもある）
- 中国
  - 周 - 元王元年
  - 秦 - 厲共公元年
  - 晋 - 定公36年
  - 楚 - 恵王13年
  - 斉 - 平公5年
  - 燕 - 孝公22年
- 朝鮮
  - 檀紀1858年
- ベトナム :
- 仏滅紀元 : 69年
- ユダヤ暦 : 3285年 - 3286年

## できごと

### ギリシア
- テッサリアへの遠征の間、アケメネス朝ペルシアに協力していたアレウアス家から賄賂を受けていた罪で有罪判決を受け、スパルタ王レオテュキデスはテゲアに逃れた。彼には国外追放刑が下され、住居は破壊され、孫のアルキダモス2世が王位を継いだ。
- テミストクレスを犠牲にして、アテナイのキモンが力を付けた。彼はパウサニアスとスパルタ人をボスポラス海峡周辺の地域から追放した。パウサニアスがアケメネス朝と通じていることを知ったスパルタ人は、彼を呼び戻した。
- キモンの下で、デロス同盟はペルシアとの戦いを継続し、イオニアの町をペルシアの支配から解放した。

### 中国
- 越が楚に侵入した。
- 楚の公子慶と公孫寬が撤退する越軍を追撃して冥にいたったが追いつけなかった。
- 楚の沈諸梁（葉公子高）が東夷を攻撃し、三夷の男女と敖で盟を結んだ。

### 文学
- ギリシアの詩人ピンダロスはシチリアを訪れ、アクラガスのテロンとシュラクサイのヒエロン1世の宮殿で歓迎された。彼らはピンダロスに詩の作成を発注した。このような繋がりがピンダロスの評判がギリシア中に広がった原因となったと考えられている。

## 死去
- 周の敬王